# 前71年
| 千纪： | 前1千纪 |
| 世纪： | 前2世纪 \| 前1世纪 \| 1世纪                                                                                |
| 年代： | 前100年代 \| 前90年代 \| 前80年代 \| 前70年代 \| 前60年代 \| 前50年代 \| 前40年代                          |
| 年份： | 前76年 \| 前75年 \| 前74年 \| 前73年 \| 前72年 \| 前71年 \| 前70年 \| 前69年 \| 前68年 \| 前67年 \| 前66年 |
| 纪年： | 西汉本始三年                                                                                               |

## 大事记
- 霍光的繼室顯女兒沒有成為皇后不滿，背著霍光趁許皇后生產的機會買通醫生淳于衍毒死了許皇后。許皇后死後，宣帝追究醫生責任，淳于衍下獄受審，霍成君最終被立為皇后。
- 烏孫昆莫翁歸靡親率五萬騎兵與漢朝使節常惠自西進攻匈奴右谷蠡王庭，大獲全勝。壺衍鞮單于為報怨自率數萬騎攻烏孫，在班師的路上遇大雪損失慘重，同時又遭到周邊羈屬的部落和烏孫乘虛痛擊而導致匈奴走向衰亡，史載“人民死者什三，畜產什五，匈奴大虛弱，諸國羈屬者皆瓦解”。
- 斯巴达克斯起义以失敗告終。

## 出生
- 王政君，孝元皇后。漢元帝皇后，王莽姑母。

## 逝世
- 斯巴达克斯
- 許平君：漢宣帝第一位皇后